# Березень 2012
Бе́резень 2012 — третій місяць 2012 року, що розпочався в четвер 1 березня та закінчиться у суботу 31 березня.

## Події
- 19 березня
  - Сталася стрілянина в єврейській школі у Тулузі.
- 21 березня
  - Угорського математика Ендре Семереді нагороджено Абелівською премією за фундаментальний внесок у дискретну математику і комп'ютерні науки[1].
- 20 березня
  - Підводний човен «Запоріжжя» вперше за 20 років вийшов у бухту Севастополя для виконання навчальних завдань[2].
  - Померла українська поетеса, громадська діячка, вдова В'ячеслава Чорновола Атена Пашко[3][4].
- 18 березня
  - Йоахім Ґаук був обраний одинадцятим федеральним президентом Німеччини[5].
  - Помер король Тонги Георг Тупоу V[6].
- 17 березня
  - Помер Іван Дем'янюк, червоноармієць, 2011 року засуджений німецьким судом на 5 років ув'язнення[7].
- 16 березня
  - Після чотирьох невдалих спроб з 2009 року обрати главу держави Молдова нарешті отримала свого президента, ним став Ніколае Тімофті[8].
- 15 березня
  - Європейський суд з прав людини вказав уряду України на необхідність надання допомоги Юлії Тимошенко у медичній установі[9].
  - Харківський «Металіст», обігравши у Піреї «Олімпіакос» з рахунком 2:1, вперше у своїй історії вийшов до чвертьфіналу єврокубка[10].
- 10 березня
  - Помер останній президент УНР у вигнанні Микола Плав'юк[11][12].
- 9 березня
  - Уряд Греції отримав згоду більшості своїх приватних кредиторів на обмін боргових зобов'язань, що передбачає списання інвесторами 75 % вкладень у грецькі борги і дозволить країні уникнути дефолту[13].
- 4 березня
  - Відбулися вибори президента Російської Федерації[14].
  - Залізнична катастрофа під Щекоцинами — в результаті зіткнення двох поїздів на південному заході Польщі загинуло 15 осіб й 54 людини госпіталізовано. Серед людей, що потрапили до лікарні є шестеро громадян України[15].
- 3 березня
  - Український боксер Володимир Кличко захистив свої титули, завершивши бій проти Жан-Марка Мормека п'ятдесятим нокаутом у своїй професійній кар'єрі[16].
  - Біля села Халупки на півдні Польщі сталося зіткнення двох поїздів. Щонайменше 16 осіб загинули, більше півсотні постраждали. 40 із них перебувають у важкому стані. Серед постраждалих щонайменше 6 громадян України[17].
- 1 березня
  - Сербія отримала офіційний статус кандидата в члени Євросоюзу[18].

### Астрономічні
- Протистояння Марса[19].